# Moulin de Nelhain
De Moulin de Nelhain is een watermolen op de Berwijn, gelegen in de tot de Belgische gemeente Dalhem behorende plaats Mortroux, aan de Rue du Nelhain 5.
Deze onderslagmolen fungeerde als korenmolen.
De molen werd gebouwd in 1819 en het molenhuis bestaat voornamelijk uit natuursteenblokken, terwijl ook baksteen werd toegepast. In 2003 vond een uitwendige restauratie plaats waarbij ook een vispassage werd aangelegd. Het metalen waterrad en het binnenwerk zijn nog aanwezig.